# Barbituráza
Barbituráza je amidohydroláza obsahující zinek. Barbituráza funguje jako katalyzátor ve druhém kroku oxidační degradace pyrimidinů, podporuje hydrolýzu (s otevřením kruhu) kyseliny barbiturové na kyselinu ureidomalonovou. Byť patří do skupiny přirozeně existujících amidohydroláz, vykazuje větší homologii s amidohydrolázou kyselinou kyanurovou. Proto bylo navrženo, aby byla barbituráza společně s kyselinou kyanurovou umístěna do nové skupiny.
KEGG